# Jules Barthélemy-Saint-Hilaire

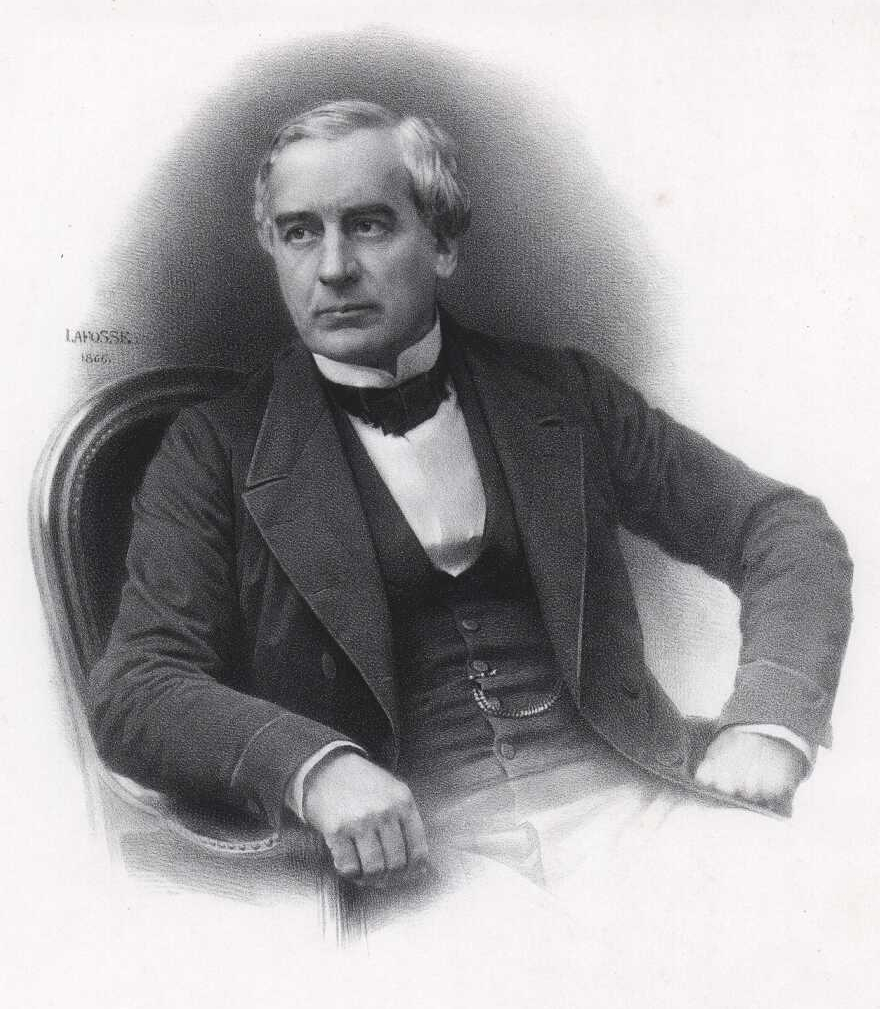
Jules Barthélemy-Saint-Hilaire

Jules Barthélemy-Saint-Hilaire (* 19. August 1805 in Paris; † 24. November 1895 ebenda) war ein französischer Gelehrter, Staatsmann und angeblich natürlicher Sohn Napoleon Bonapartes.

## Leben
Barthélemy-Saint-Hilaire arbeitete von 1825 bis 1828 im Finanzministerium und wurde später Journalist. Er legte seine seit 1838 bekleidete Professur am Collège de France nach dem Staatsstreich 1852 nieder, wurde 1871 Mitglied der Nationalversammlung und Generalsekretär Thiers’ (bis 1873), 1875 unabsetzbarer Senator, September 1880 bis November 1881 Minister des Auswärtigen. Er verfasste Werke über die griechische und indische Philosophie und Literatur. Als Gelehrter ist er vor allem bekannt für seine 35-bändige Übersetzung der Werke Aristoteles’ (1833–1895).

## Werke
- De la Logique d’Aristote. Ladrange, Paris 1838.
- Ouverture du cours de philosophie grecque et latine. H. Fournier, Paris 1838.
- De l’École d’Alexandrie: rapport à l’Académie des sciences morales et politiques, précédé d’un Essai sur la méthode des Alexandrins et le mysticisme. L’ouvrage contient en complément une traduction des morceaux choisis de Plotin. Ladrange, Paris 1845.
- De la vraie Démocratie. Pagnerre, Paris 1849.
- Des Védas. B. Duprat, Paris 1854 (gallica.bnf.fr).
- Rapport concernant les mémoires envoyés pour concourir au prix de philosophie: proposé en 1848 et à décerner en 1853, sur la comparaison de la philosophie morale et politique de Platon et d’Aristote avec les doctrines des plus grands philosophes modernes sur les mêmes matières, au nom de la section de philosophie. Discours lu à l’Académie des sciences morales et politiques, dans la séance du 14 mai 1853. Firmin Didot, Paris 1854.
- Du Bouddhisme. B. Duprat, Paris 1855 (gallica.bnf.fr).
- Lettres sur L’Égypte. Michel Lévy frères, Paris 1856 (gallica.bnf.fr).
- Le Boudha et sa religion. Didier, Paris 1860.
- Rapport fait au nom de la section de philosophie sur le concours relatif à la question du Beau. Firmin Didot, Paris 1862.
- Mahomet et le Coran: précédé d’une Introduction sur les devoirs mutuels de la philosophie et de la religion. Le livre connaît un second tirage la même année. Didier, Paris 1865.
- Du Boudhisme et de sa littérature à Ceylan et en Birmanie. Hamburg 1866.
- De la Métaphysique: Introduction à la métaphysique d’Aristote. Germer Baillière, Paris 1879.
- Le Christianisme et le boudhisme: trois lettres adressées à M. l’abbé Deschamps, la 1ère à l’occasion d’une publication de M. Deschamps, ayant pour titre Le Boudhisme et l’apologétique chrétienne; la 2e en réponse à l’envoi d’une étude biblique du même auteur ayant pour titre La Découverte du livre de la loi et la théorie du coup d’état d’après les derniers travaux; la 3e qui confirme les deux précédentes et en autorise la publication. Ernest Laroux, Paris 1880 (gallica.bnf.fr).
- L’Inde anglaise, son état actuel, son avenir: précédé d’une introduction sur l’Angleterre et la Russie. Hamburg 1887.
- La Philosophie dans ses rapports avec les sciences et la religion. F. Alcan, Paris 1889 (gallica.bnf.fr).
- Étude sur François Bacon: suivie du Rapport à l’Académie des sciences morales et politiques, sur le concours ouvert pour le prix Bordin.  Paris: F. Alcan, 1890
- Aristote et l’histoire de la Constitution athénienne. Administration des deux revues, Paris 1891 (gallica.bnf.fr).
- M. Victor Cousin, sa vie et sa correspondance. Hachette, Paris 1892 (gallica.bnf.fr).
- Traduction générale d’Aristote. Table alphabétique des matières. F. Alcan, Paris 1892
- Socrate et Platon, ou le Platonisme. Durand, Chartres 1896

Neuausgaben
- Du bouddhisme. Editions Bélénos, 2002. ISBN 2-9806911-0-0.

Übersetzungen
- Pensées de Marc-Aurèle. G. Baillière, Paris 1876 (gallica.bnf.fr).
- Physique d'Aristote ou Leçons sur les principes généraux de la nature.  Paris: Ladrange: A. Durand, 1862 Band 1 (gallica.bnf.fr), Band 2 (gallica.bnf.fr).
- Politique d'Aristote. Ladrange, Paris 1874 (gallica.bnf.fr).